# Iwan Kasanez
Iwan Pawlowytsch Kasanez (* 12. Oktober 1918 in Lozmanska Kamjanka, heute zu Dnipro; † 15. Februar 2013 in Moskau) war ein ukrainisch-sowjetischer Politiker und von 1963 bis 1965 Vorsitzender des Ministerrates (Regierungschef) der Ukrainischen Sozialistischen Sowjetrepublik.

## Lebenslauf
Kasanez wurde als Bauernsohn im Dorf Lozmanska Kamjanka, heute ein Ortsteil des Stadtrajon Sobor der ukrainischen Stadt Dnipro, geboren. Er studierte von 1934 bis 1937 am Institut für Bergbau in Dnipropetrowsk und von 1937 bis 1944, neben seiner Arbeit am Kusnezker Metallurgischen Kombinat, an der Abendschule des Sibirischen Metallurgischen Instituts in Nowokusnezk. 1944 trat Kasanez in die KPdSU ein und begann eine Karriere als Parteifunktionär.
Nach dem Tode Stalins wurde er, als unverbrauchte Kraft, am 19. September 1953 Erster Sekretär des Regionalkomitees der Oblast Stalino der Kommunistischen Partei der Ukraine. Diesen Posten bekleidete er bis zum 1. März 1960.
Am 28. Juni 1965 wurde er, in Nachfolge von Wladimir Schtscherbitzki, Vorsitzender des Ministerrates (Ministerpräsident) der Ukrainischen SSR und hatte dieses Amt bis zum 15. Oktober 1965 inne, woraufhin erneut Wladimir Schtscherbitzki dieses Amt bis 1972 übernahm. Am 2. Oktober 1965 übernahm Kasanez bis 1985 das Amt des Ministers für Eisenhüttenwesen der UdSSR. Vom 17. bis 25. Juli 1967 besuchte er in dieser Funktion die DDR. Von diesem Ministerposten wechselte er im Juli 1985 in den Ruhestand. Er starb 2013 in Moskau und wurde auf dem Trojekurowo–Friedhof beerdigt.

## Ehrungen
Kasanez wurde in den Jahren 1957, 1958, 1966, 1968 und 1971 der Lenin-Orden sowie im Jahr 1978 der Orden der Oktoberrevolution verliehen.